# ブージー・アンド・ホークス
ブージー・アンド・ホークス（英語：Boosey & Hawkes）は、コンコードグループ傘下のイギリスの音楽出版社である。クラシック音楽出版社としては大手のひとつ。

## 歴史
1930年、ブージー社とホークス・アンド・サン社の合併により誕生。同年セルゲイ・クーセヴィツキーが創設したロシア音楽の出版会社Édition Russe（エディション・ルス）を傘下に入れ、ストラヴィンスキーやプロコフィエフの主要な作品を取り扱うこととなる。ボーテ・ウント・ボック社（en:Bote & Bock）を 1996年に吸収した。
長らく楽器も扱っていたが、楽器部門（「ベッソン」ブランドなど）は2003年に売却された。
ストラヴィンスキーやバルトーク、コープランド、ブリテン、プロコフィエフ、リヒャルト・シュトラウス、ラフマニノフの全作品を含む、20世紀の多くの作品の版権を持つ。また、Belaieff（べライエフ）、Sikorski（シコルスキー）などの作品も取り扱う。さらに、ブージー・メディアを傘下にもち、広告会社、映画会社、テレビ会社などに音源の提供を行っている。
現代作曲家の表紙は全て「青」である。
2017年に、コンコード・ミュージック・グループの傘下となった。